# 전주공동체라디오
전주공동체라디오는 대한민국의 공동체라디오 전북특별자치도 전주시 중심으로 라디오 방송을 송출하고 있다.

## 역사
2021년 7월 21일 방송통신위원회로부터 공동체 라디오 방송국으로 신규 허가를 받았으며, 주파수로 93.5㎒를 할당받았다. 2024년 2월 14일 개국했다.